# بولشایا ارچا
بولشایا ارچا (روسی: Большая Эрча) یک رودخانه در استان یاقوتستان کشور روسیه است.